# Yves Kerhervé
Pour les articles homonymes, voir Kerhervé.
Yves Kerhervé surnommé Bill dans le milieu aéronautique, né le 18 juillet 1946 à La Tronche (Isère), est un aviateur français, pilote militaire, pilote d'essai du Rafale chez Dassault Aviation, et Directeur du Personnel navigant chez Dassault Aviation jusqu'à son départ à la retraite en 2007.

## Biographie
Yves Kerhervé est diplômé de l’École navale (promotion 1966).
Initialement pilote militaire dans la Marine nationale française, affecté successivement aux flottilles 17F et 11F sur Etendard IV M, il entre à l'École du personnel navigant d'essais et de réception (EPNER) en 1977.
En 1981, il rejoint la société Dassault Aviation pour effectuer les essais de réception des avions construits en série par la société.
Il participe ensuite à Istres aux essais en vol du Super Etendard, du Mirage F1 et du Mirage 2000.
Yves Kerhervé est surtout connu du grand public pour avoir été le pilote d’essai du Rafale (Rafale A, puis Rafale C, M et B),.

Le 1er octobre 1991, il devient Chef Pilote d'essais de Dassault Aviation. Participant au développement du Rafale « Marine », il effectue le premier vol du M01 et participe aux quatre campagnes « américaines » du M01, ainsi qu'aux essais à bord des porte-avions Foch et Charles de Gaulle.
De 2001 à 2007, il se consacre aux avions d'affaires, et devient le pilote responsable du programme Falcon 7X, dont il effectue le premier vol.
Il prend sa retraite en 2007, avec à son actif 8 500 heures de vol, dont plus de 6 000 d'essais.

## Distinctions
- Chevalier de la Légion d'honneur
- Officier de l'Ordre national du Mérite
- Médaille de l'Aéronautique (1991)
- En 2007, l'Association des journalistes professionnels de l'aéronautique et de l'espace (AJPAE) lui décerne le prix Icare[10].